# راوول بومبيا
راوول داڤيلا پومپايا (بالبرتغالية: Raul d'Ávila Pompeia؛ 12 أبريل 1863 – 25 ديسمبر 1895) كان صحافيا اشتهر بروايته الأثينيوم (O Ateneu) وناضلا في أرياف البرازيل لإلغاء الاسترقاق (تحقق في البرازيل 1888) كما ناضل من أجل الجمهورية ( اقرت عام 1889 ) جره مزاجه القلق و العذب إلى حروب كلامية وإلى مبارزة، وأخيراً في السن الثانية والثلاثين، جره إلى الانتحار . وككاتب، اشتهر بكتاب واحد فقط : الثانوية (1888) وهو رواية سيرة ذاتية متمردة على التصنيفات الادبية ، تستشهد بآلام مراهق في الجو الخانق لمدرسة داخلية . نجد فيها ليونة انطباعية كبيرة وحب الاعتلال والهزأة، والطابع العميق للكتابة الفنية على طريق غونكور ومواضيع طبيعية يحلل الكاتب بدقة في هذه الرواية نفسية المراهقين المقفل عليهم في عويلم الثانوية وهذا الذي ينعكس فيه عنف ورياء المجتمع . ان بطل الرواية سيرجيو، يلاحق بكرهه مدير الثانوية المقيت أريستاركو. ان الألوان المظلمة التي رسمت بها افظع مشاهد حياة الثانوية تظهر جيدا الحقد الذي خلفته عند الكاتب تجاربه المدرسية.